# Sepia lorigera
Sepia lorigera är en bläckfiskart som beskrevs av Wülker 1910. Sepia lorigera ingår i släktet Sepia och familjen Sepiidae. IUCN kategoriserar arten globalt som otillräckligt studerad. Inga underarter finns listade i Catalogue of Life.